# ライスモ
ライスモ（スペイン語：laísmo）は標準形の間接目的語の人称代名詞le,lesの代わりに、文法上の女性に言及する場合にla,lasを使用することである。スペイン語の方言のいくつかではライスモは一般的な現象である。

## 標準用法
カスティーリャ語（スペイン語）では人称代名詞においてラテン語の古い格変化と使用法を保持しているが、カスティーリャ語の発展により、ラテン語の格は完全に除去される傾向にある。それは文法性によって直接目的語と間接目的語の機能を区別することを省く傾向にあることに反映されている。
このことが結果としてle,lesの代わりに指示対象が女性である場合にla,lasを用いることにつながっている。
ライスタ（ライスモ使用者）がLa pegué.と言った場合、ライスタでない人は「言及されているものが（接着剤で）くっつけられた」という理解をし、「殴られた」とは考えない。しかし後者こそライスタが意図していることである。間接目的語のleはあいまいであり、そのあいまいさを取り除くために、2つ目の代名詞を前置詞とともに使って、Dale un beso, a ella (a él).（leつまり、彼女に（彼に）キスしなさい）のように言う。
スペイン王立アカデミー（Real Academia Española）は1796年にライスモを非難している。

## ライスモの種類
- ライスモはマドリードの方言ではありふれている。（A ella ,le dolía la cabeza.(彼女は頭が痛かった)の代わりにA ella, la dolía la cabeza.
- ライスモはカスティーリャ・イ・レオン州、特にパレンシア県ではありふれている。同様にサンタンデール（州都）やその周辺でも用いられている。